# Conchoecia subarcuata
Conchoecia subarcuata är en kräftdjursart som beskrevs av Claus 1890. Conchoecia subarcuata ingår i släktet Conchoecia och familjen Halocyprididae. Inga underarter finns listade i Catalogue of Life.